# Kirchsahr
Kirchsahr là một đô thị thuộc huyện Ahrweiler, bang Rheinland-Pfalz, phía tây nước Đức. Đô thị Kirchsahr có diện tích 6,11 km², dân số thời điểm ngày 31 tháng 12 năm 2006 là 394 người.